# Municipio de White Oak (condado de Mahaska)
El municipio de White Oak (en inglés: White Oak Township) es un municipio ubicado en el condado de Mahaska en el estado estadounidense de Iowa. En el año 2010 tenía una población de 447 habitantes y una densidad poblacional de 4,83 personas por km².

## Geografía
El municipio de White Oak se encuentra ubicado en las coordenadas 41°17′37″N 92°29′5″O / 41.29361, -92.48472. Según la Oficina del Censo de los Estados Unidos, el municipio tiene una superficie total de 92.5 km², de la cual 92,46 km² corresponden a tierra firme y (0,04 %) 0,04 km² es agua.

## Demografía
Según el censo de 2010, había 447 personas residiendo en el municipio de White Oak. La densidad de población era de 4,83 hab./km². De los 447 habitantes, el municipio de White Oak estaba compuesto por el 98,88 % blancos, el 0,22 % eran amerindios, el 0,22 % eran asiáticos y el 0,67 % eran de una mezcla de razas. Del total de la población el 0 % eran hispanos o latinos de cualquier raza.